# 達爾馬提亞議會
達爾馬提亞議會是奧匈帝國所屬達爾馬提亞王國的地區議會。它於1861年在扎達爾成立，最後一次於1912年召開，之後於1918年隨著帝國的滅亡而正式解散。
自達爾馬提亞議會成立以來，親意大利自治黨一直佔據議會多數席位，直到1870年（克羅地亞-塞爾維亞）人民黨贏得議會選舉。克羅地亞語於1883年成為議會的官方語言。